# Gebr. Willach GmbH

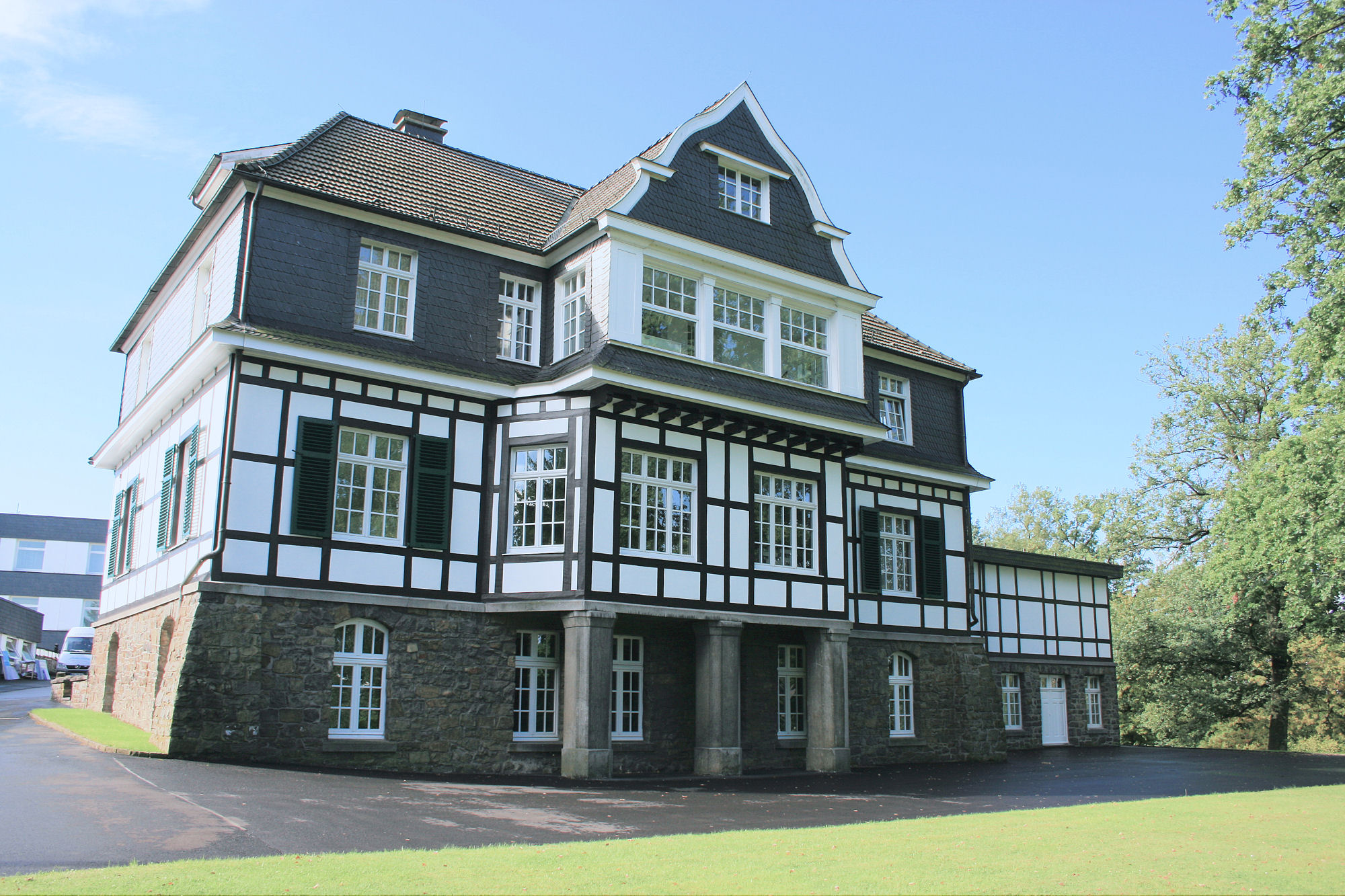
Das ehemalige Herrenhaus

Die Gebr. Willach GmbH ist ein Unternehmen in der Gemeinde Ruppichteroth (Nordrhein-Westfalen).

## Anfänge
1764 heiratete der aus Dierdorf stammende Bauernsohn Johann Friedrich Willach in die Bauernfamilie Stommel aus Ruppichteroth ein. Der Sohn Wilhelm Willach erweiterte das inzwischen geführte Kaufmannsgeschäft in Ruppichteroth Manufactur-, Colonial-, Kurz-, Weiß- und Wollwaren, Eisen- und Baumaterialien, Dünger und Kohlen um Filialen in Dierdorf, Altenkirchen, Neuwied und Bröleck. Dieser Geschäftsbereich ging an einen Enkel über. Zwei Söhne von Wilhelm Willach gründeten 1889 stattdessen ein Handelsgeschäft für Schlösser und Beschläge.

## Produktion
Otto und Hugo Willach bauten 1889 eine eigenständige Produktion auf. 1904 wurde für die Fabrik eigener Strom produziert. Es wurden ein Sägewerk, eine Drechslerei und eine eigene Farbenfabrik aufgebaut.
Zu Beginn des Ersten Weltkrieges wurden über 60 Leute beschäftigt. In der Zeit der Besetzung des Rheinlandes wurde eine Zweigstelle in Köln unterhalten, um den wirtschaftlichen Absatz sichern zu können.

## Geschichte

1912: Die Straßenfront von Werk I, linksseitig das Postamt mit Bruchsteinuntergeschoss

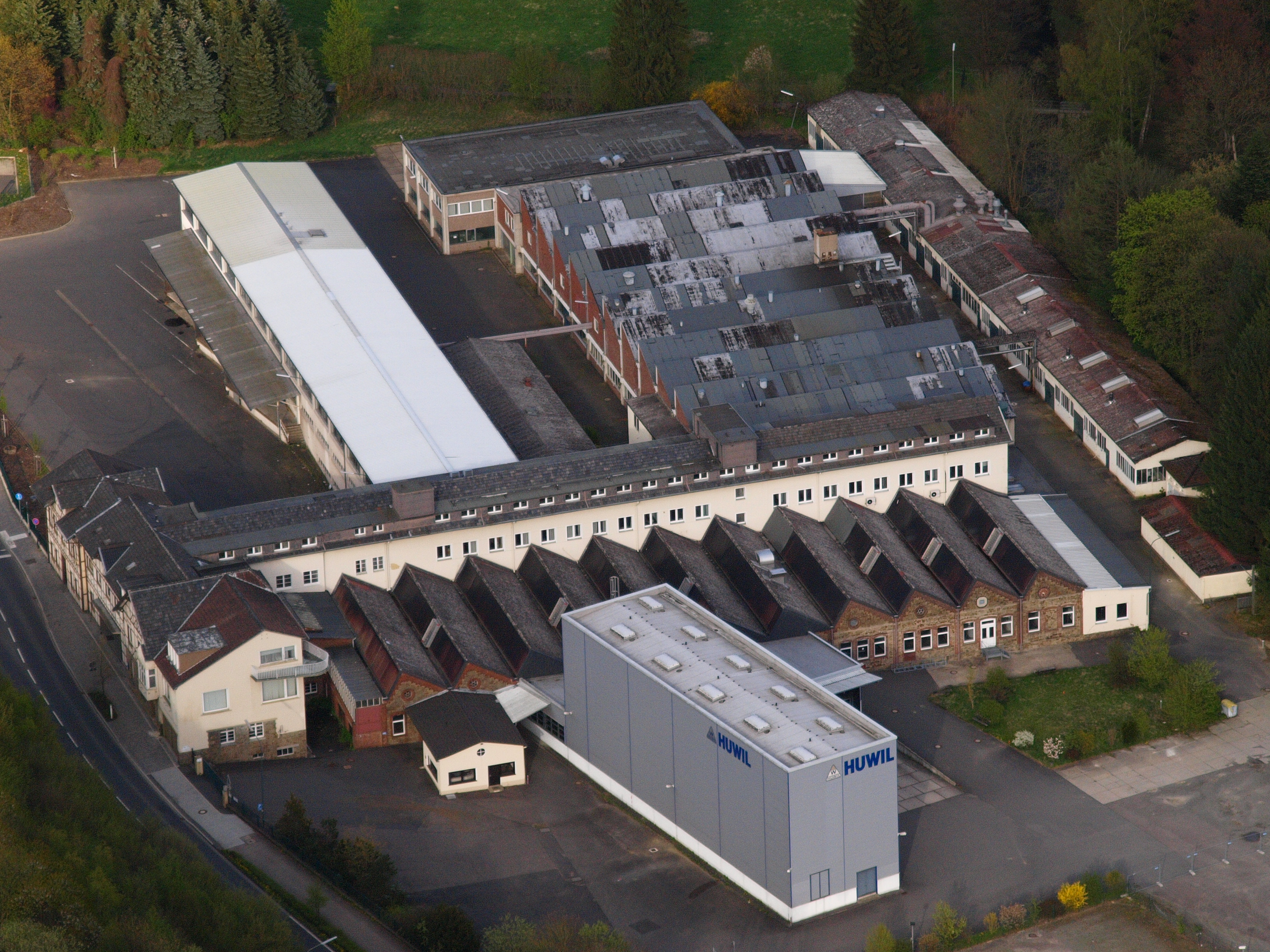
Ehemaliges HUWIL-Werk I in Ruppichteroth, Brölstraße (Im Dezember 2014 abgerissen). Seit Sommer 2015 Standort des HUWIL-Center

1926 gingen die Brüder Willach getrennte Wege.
So übernahm Otto Willach den Unternehmensnamen Gebr. Willach und baute ein neues Werk an der Herchener Straße zusammen mit seinem Sohn. Willach beschäftigte bis zu 200 Arbeitnehmer. Nach der Wende wurde in Burgstädt ein weiteres Werk eröffnet. 2002 wurde das Unternehmen nach der DIN EN ISO 9001 qualifiziert. Die Gebr. Willach GmbH Fabrik für Beschlag-Technik hat in 50 Ländern Schlösser, Möbelbeschläge, Schalteranlagen und Vitrinenbeschläge exportiert. Der Betrieb vergab Unternehmenskredite an seine Beschäftigten, um den Bau von Eigenheimen zu fördern.
Hugo Willach gründete 1926 mit seinen Söhnen Walter und Otto das Unternehmen Hugo Willach & Söhne, welches die Gebäude Werk I am Bahnhof der Bröltalbahn nutzte. 1952 erfolgte Umbenennung der Firma in HUWIL-Werke. 1970 wurde Werk III in Waldbröl gegründet. Zu Spitzenzeiten beschäftigte HUWIL bis zu 1.000 Arbeitnehmer. Sie produzierten Möbel- und Zierschlösser, Deckelstützen, Falt- und Schiebetürsysteme. Nach einer Finanzkrise übernahm die Kapitalgesellschaft der Deutschen Versicherungswirtschaft das Unternehmen. Nachdem im Oktober 2006 51 % des HUWIL-Werkes an die englischen Titus International Plc. verkauft wurden, übernahm Titus das HUWIL-Werk im Januar 2007 komplett. Titus + Lama erweiterte sich mit dem gleichwertigen Partner HUWIL zu Titus + Lama + Huwil und wurde so zu einem der weltweit zehn größten Herstellern von Möbelzubehör.
2012 wurde das HUWIL-Gelände mit dem inzwischen geschlossenen Betrieb an die Firma Schoofs Immobilien Invest X GmbH & Co KG mit Sitz in Kevelaer verkauft. Im Dezember 2014 wurden die leerstehenden Gebäude des Geländes an der Brölstraße abgerissen.
Im Sommer 2015 eröffnete an dieser Stelle das den alten Gebäuden nachempfundene HUWIL-Center. Als Mieter sind u. a. Lidl, Edeka, Fressnapf, KiK und Rossmann gewonnen worden.

## Produkte
Seit 1963 entwickelt, produziert und vertreibt die Gebr. Willach GmbH (GeWiRu) Lagersysteme für Apotheken. Angefangen hat dies mit Ziehschränken, die später als typische Apothekerschränke bekannt wurden. Später kamen Rollschränke dazu. Ende der 1960er Jahre brachte Willach die klassischen Apothekerschubladen auf den Markt, die heute unter der Marke FAMA vermarktet werden. FAMA Apothekenschubladen sind nach Angaben des Herstellers das führende Schubladensystem in der Welt.
Seit Mitte der 1990er Jahre entwickelt, fertigt und vertreibt Willach automatisierte Apothekenlagersysteme (Kommissionier-/Ausgabeautomaten), die heute zum Standard vieler moderner und viel frequentierter Apotheken geworden sind.
2007 wurde die Willach + Heise GmbH (heutige Willach Pharmacy Solutions GmbH) gegründet, die sich seitdem weltweit auf die Beratung und den Vertrieb von Lagersystemen für Apotheken konzentriert. Seit 2009 führen Sonja Früh (geb. Willach) und Jens Willach gemeinsam als geschäftsführende Gesellschafter die Unternehmen Gebr. Willach GmbH und Willach Pharmacy Solutions GmbH.
Unter der Marke VITRIS vermarktet die Gebr. Willach GmbH heute ihr Sortiment an Glasbeschlägen.

## Straßenbezeichnung
In Ruppichteroth liegt gegenüber dem Werk der Gebr. Willach GmbH die Otto-Willach-Straße.